# Contea di Boone (Virginia Occidentale)
La contea di Boone ( in inglese Boone County ) è una contea dello Stato della Virginia Occidentale, negli Stati Uniti. La popolazione al censimento del 2000 era di 25 535 abitanti. Il capoluogo di contea è Madison.